# Lambley (Northumberland)
Lambley – wieś w Anglii, w hrabstwie Northumberland. Leży 58 km na zachód od miasta Newcastle upon Tyne i 411 km na północny zachód od Londynu.